# Lycée Victor-Duruy (Mont-de-Marsan)
Pour les articles homonymes, voir Lycée Victor-Duruy (homonymie).
Le Lycée Victor Duruy est un établissement d'enseignement secondaire situé sur la commune de Mont-de-Marsan, dans le département français des Landes. Il est le premier lycée de la ville, inauguré le 15 octobre 1866. Il se situe dans le quartier de Nonères.

## Histoire

### Création du lycée (1863-1866)
Victor Duruy est nommé ministre de l'Instruction Publique par Napoléon III. Il accomplit, dans le cadre de ses fonctions entre 1863 et 1869, d'importantes réformes et crée notamment un « enseignement secondaire spécial ». Mont-de-Marsan, préfecture du département des Landes, est choisie parmi de nombreuses villes pour accueillir ce type d'enseignement. Le département, que Napoléon III considère comme une terre d'expériences est en effet à l'époque en pleine mutation sociale et économique.
Depuis 1853, le collège du couvent des Barnabites de Mont-de-Marsan, financé par la Ville, est le seul établissement d'enseignement secondaire public dans le département des Landes. En 1855, Fortis Adolphe Marrast, maire de Mont-de-Marsan, envisage de faire construire un lycée, mais le projet, jugé trop onéreux par le conseil municipal, est abandonné. En 1859, le nouveau maire Antoine Lacaze reprend l'idée et, avec l'aide du conseiller général Adhémar de Guilloutet, obtient par décret impérial du 23 février 1859, la transformation du collège communal en lycée. Le fonctionnement de ce dernier sera à la charge de la commune et de l'État.
Le lycée est aménagé sur un terrain prélevé à la Pépinière départementale (préfigurant l'actuel parc Jean-Rameau), sur un terrain arboré « pour protéger la santé des enfants contre les influences pernicieuses du soleil ». La première pierre, bloc d'une tonne, est posée le 30 août 1860 mais les travaux ne débutent réellement qu'en 1863. Le nouveau bâtiment est enfin inauguré le 15 octobre 1866. Une chapelle, inaugurée en même temps que le lycée impérial, est réservée aux élèves et aux professeurs.

### De 1866 à la Première Guerre Mondiale
Dès le départ, le lycée sert de modèle pour former des cadres pour l'industrie et le commerce. Il accueille les élèves de Mont-de-Marsan, des Landes et des boursiers de 24 départements. Ils ont entre 8 et 16 ans, les cours allant du primaire au baccalauréat. Les effectifs progressent rapidement, passant de 170 élèves en 1866 à 309 en 1869.
À l'origine, ce lycée technique est fréquenté principalement par les fils de la bourgeoisie locale. Mais, précurseur dans le domaine de l'enseignement, un cours est réservé aux femmes et un autre aux adultes. 
Pour servir ses ambitions, Duruy fait appel à de nombreux professeurs de qualité, issus de l'École normale.  Ce mode de recrutement permet au lycée d'atteindre d´excellents résultats. Il sera à ce titre cité en exemple pendant des années dans les rapports officiels et la presse.
En 1867, l'année qui suit l'inauguration du lycée, Victor Duruy est élu au Conseil général des Landes, dont il assure la présidence  de 1869 à 1870. Dénoncé comme anticlérical, il doit démissionner de son poste de ministre. Le 6 octobre 1913, à l'occasion des fêtes présidentielles, le cortège du président de la République Raymond Poincaré fait étape place du Lycée. Un élève du lycée Victor-Duruy offre une gerbe au président et prononce le discours suivant :
Monsieur le Président,
Le personnel et les élèves du lycée Victor-Duruy vous prient de leur faire le très grand honneur d'accepter ce modeste témoignage de leur respectueuse admiration de votre personne et de leur dévouement au chef éminent et respecté de l'État.
Pendant la Première Guerre mondiale, le lycée sert d'hôpital pour les militaires allemands prisonniers arrivés blessés dans la préfecture des Landes. En raison de moyens insuffisants, de nombreux décès sont à déplorer, nécessitant la création du cimetière militaire allemand de Mont-de-Marsan. Pendant la durée du conflit, les cours continuent dans des locaux de fortune, dont l'hôtel Planté. Après la Première Guerre mondiale, quatre plaques commémoratives sont commandées au sculpteur Charles Hairon en hommage aux anciens élèves du lycée morts pour la patrie. D'autres plaques à la mémoire des victimes dans les autres conflits armés y sont adjointes par la suite. L'ensemble, après avoir été dans l'ancienne entrée du lycée, est maintenant au centre du parc, au verso de la sculpture « Le Poulpe », de Claude Viseux.
Photos anciennes

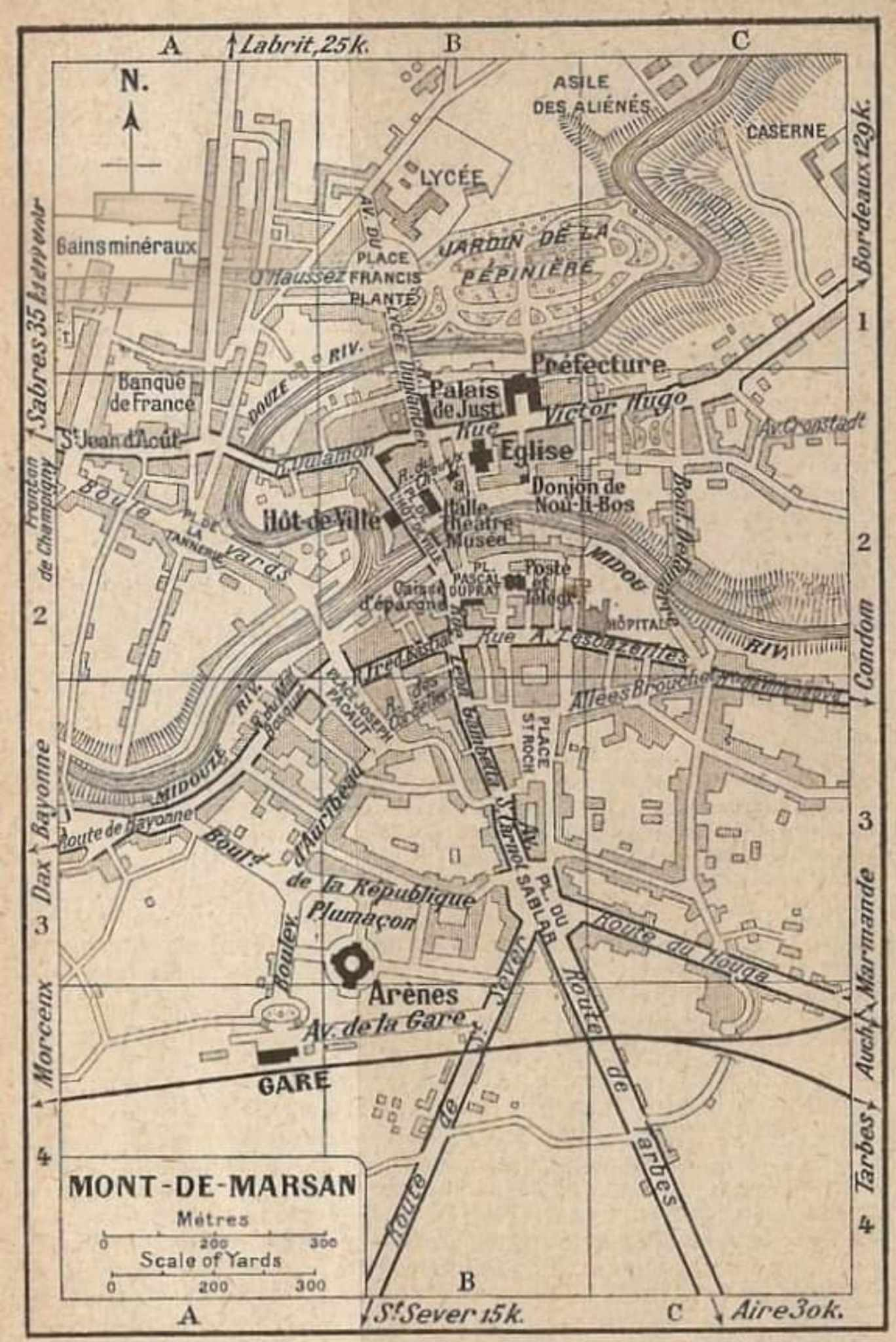
Situation du lycée, sur un plan ancien.
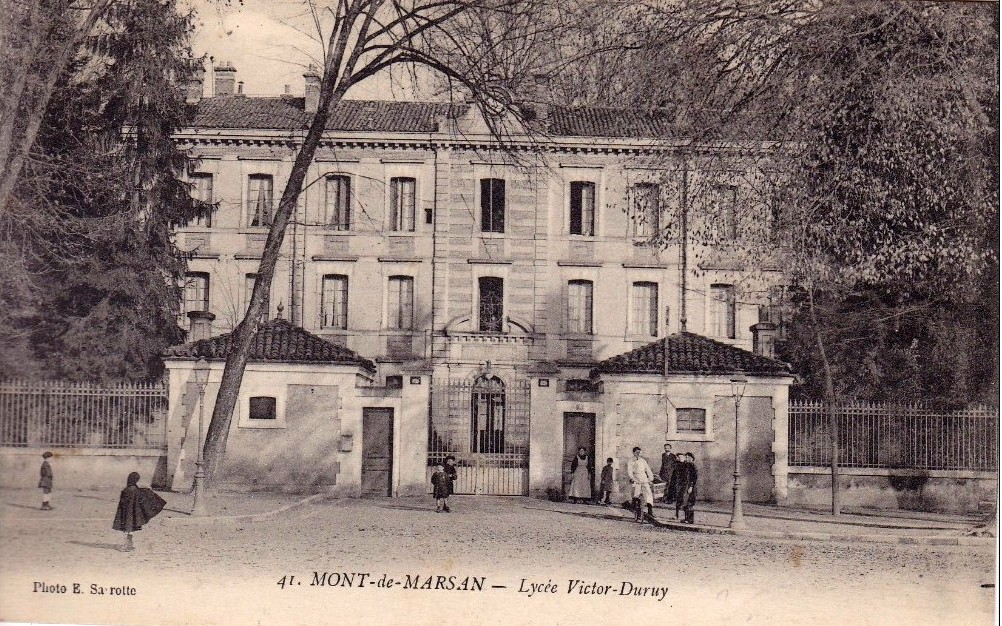
Façade du lycée au début du XXe siècle.
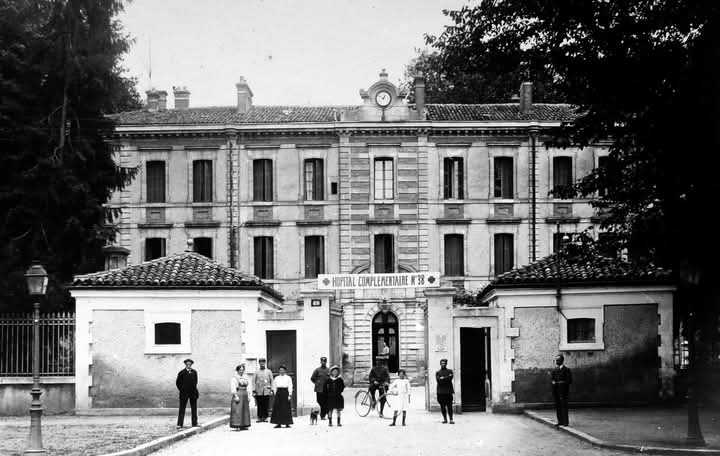
Le lycée reconverti en hôpital militaire pendant la Première Guerre mondiale.
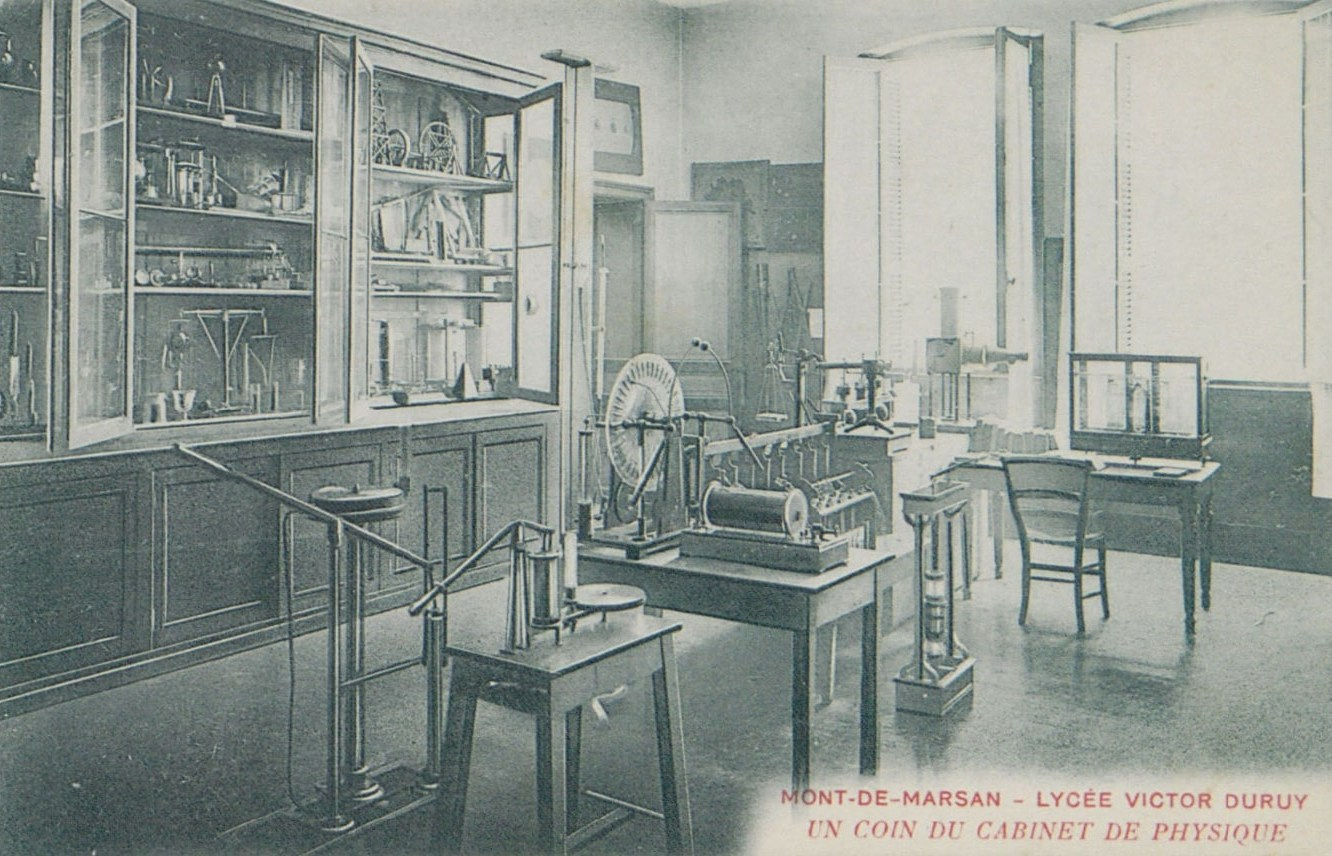
Cabinet de physique du lycée.

Chapelle du lycée

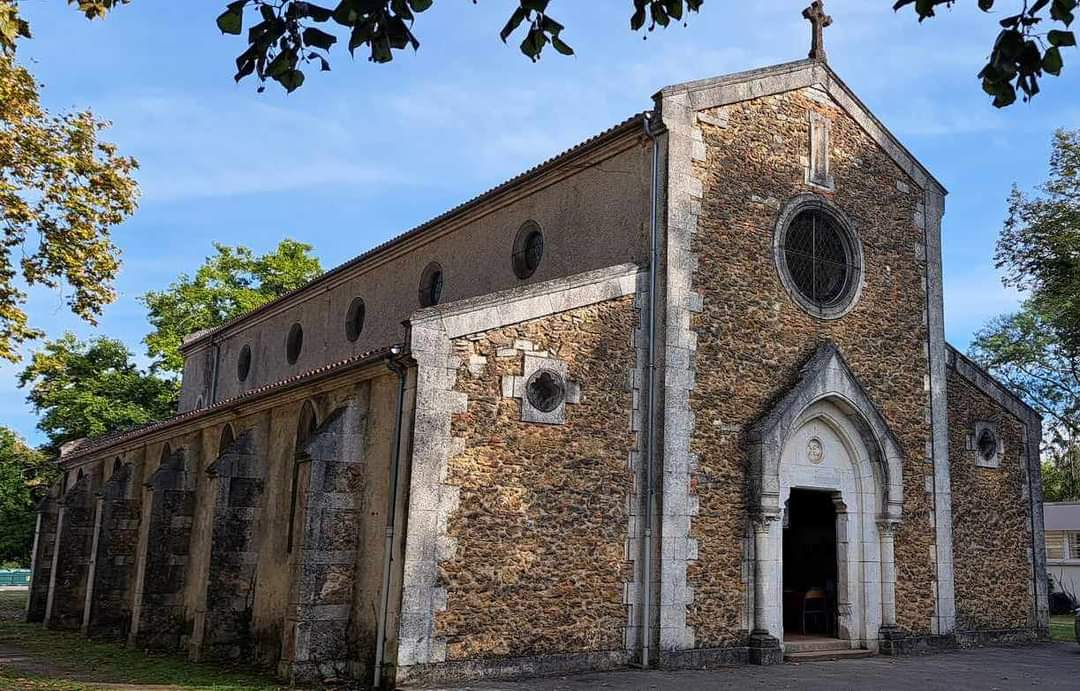
Chapelle du lycée Victor-Duruy de Mont-de-Marsan.
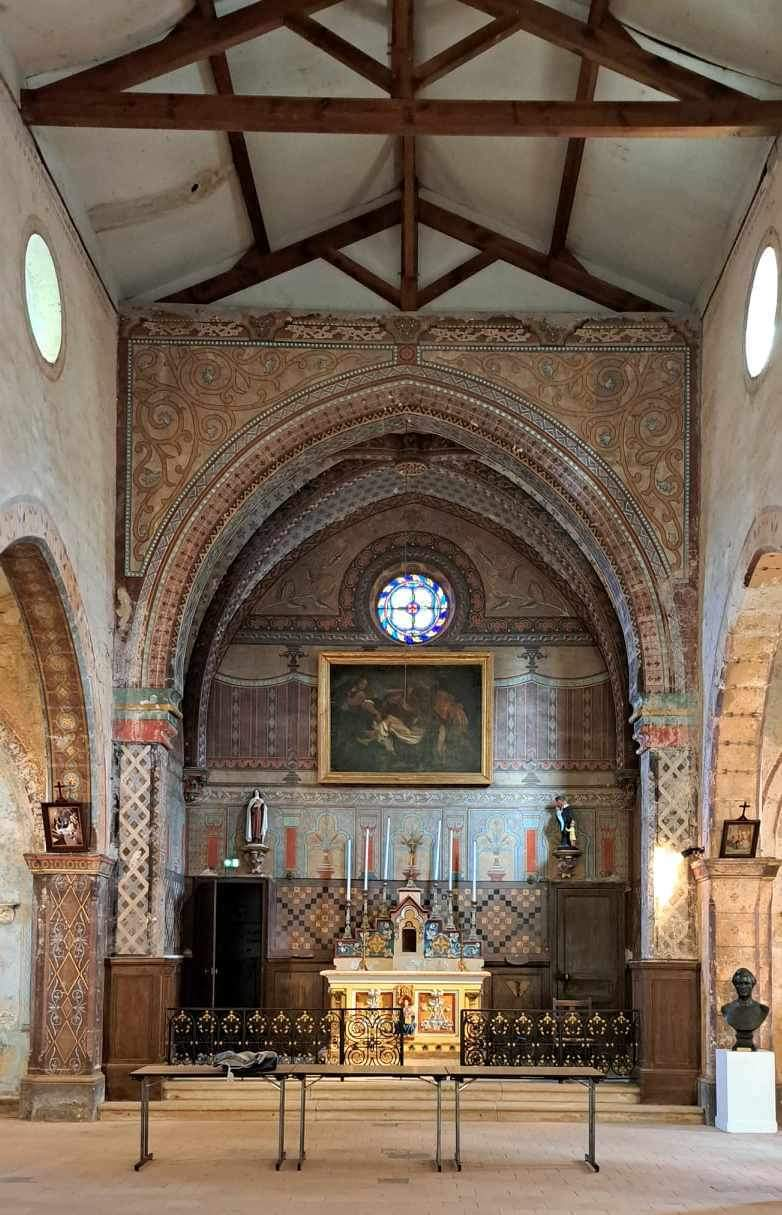
Intérieur de la chapelle.
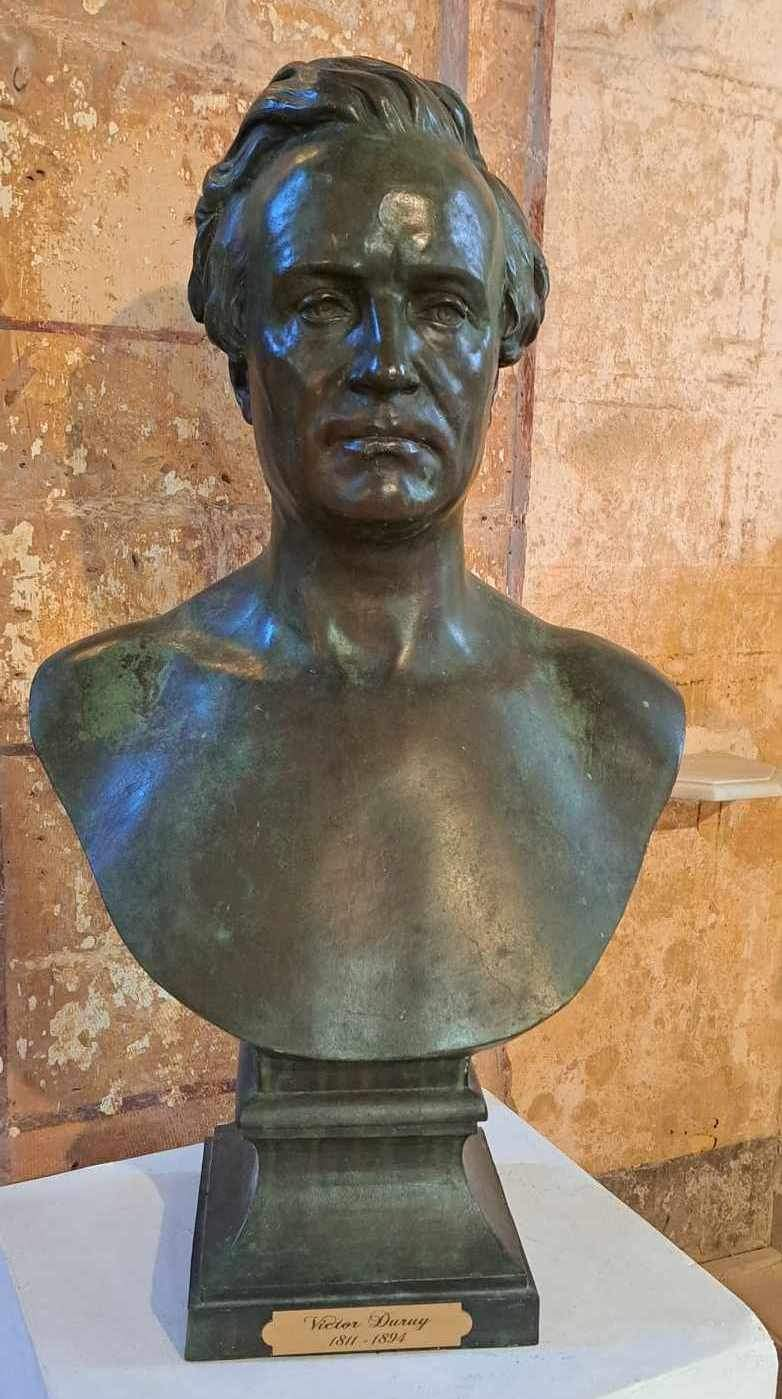
Buste de Victor Duruy dans la chapelle du lycée.

### Éducation physique
L'éducation physique et sportive devient obligatoire dans l'enseignement en France par application du décret du 3 février 1869 signé par Victor Duruy. Or en cette fin du XIXe siècle, marquée par une forme d'anglomanie, les Britanniques révolutionnent la pratique du sport en faisant passer l'éducation physique de la salle (telle que pratiquée en Allemagne et en France pour la gymnastique et l'escrime notamment) au plein air, avec des jeux de balle. Le rugby traverse la Manche et arrive en France d'abord au Havre en 1872 puis à Paris en 1876 avant de gagner Bordeaux. A Mont-de-Marsan, il arrive en 1890 avec la création des Boutons d'Or, nom du club sportif du lycée Victor-Duruy. A ses débuts, ce nouveau sport se pratique dans le cadre de lendits, fête de la jeunesse sportive, et se substitue peu à peu à un autre jeu de ballon pratiqué localement, la barette, déjà populaire en Aquitaine mais joué uniquement en France. Un autre facteur facilitant l'acclimatation de ce nouveau sport à Mont-de-Marsan est la situation géographique de la préfecture des Landes, au centre d'un triangle rugbystique marqué par la présence de communautés anglaises à Bordeaux (pour des raisons historiques), Biarritz (pour des raisons touristiques) et à Pau (le premier golf en France est créé dans cette ville). L'équipe des Boutons d'Or progresse dans les années qui suivent sa création jusqu'à devenir championne de France interscolaire en 1913.
L'implantation locale du rugby est soutenue par le monde politique d'alors. A cette époque, les Républicains modérés sont au pouvoir à la mairie de Mont-de-Marsan. Dans un contexte d'anticléricalisme, la création des Boutons d'Or en 1890, puis du Stade Montois en 1908 qui en est une émanation, est une réponse du milieu laïc à la fondation du club de football soutenu activement par les milieux catholiques et placé sous la direction de l'école privée Saint-Joseph, d'où émanera le club l'Etoile Montoise. A cette dimension politique s'ajoute une dimension sociale : à ses débuts et jusqu'à la Première Guerre mondiale, le rugby est pratiqué par une élite sociale et intellectuelle, voire par l'aristocratie. Le lycée Duruy, payant jusqu'au début du XXe siècle, accueille les fils des catégories aisées, ayant seules les moyens de financer les études de leurs enfants. Le lycée étant spécialisé notamment dans les matières scientifiques, il recrute également dans 24 départements du grand Sud-Ouest, vers lesquels ce sport essaiment par la suite, en raison du fait que nombre d'anciens élèves du lycée Duruy deviennent à leur tour des enseignants, les « hussards noirs » qui favorisent la pratique de ce sport dans toutes les couches sociales.
Le règlement des lendits impose aux équipes le port d'un uniforme (casquette, maillot, culotte, bas et souliers) distinctif par le choix des couleurs. Lors de leur première participation à un lendit en mai 1890, les élèves du lycée Victor-Duruy portent une toque de course jaune avec ruban, macaron et jugulaire noirs (appelée aussi casquette, ou « polo »), et le maillot de jersey jaune et noir aux couleurs de la Ligue Girondine d'Education Physique. C'est ce jaune d'or qui leur vaut leur surnom de Boutons d'Or, « fleur de pelouse et de jeunesse », éparpillés sur le gazon du terrain, attribué par leurs camarades-adversaires du lycée de Libourne. Le choix du jaune et noir peut s’expliquer par la nostalgie de l'ancien uniforme du lycée au moment où une réforme du Ministre de l'Instruction publique impose à tous les lycéens de France un uniforme bleu national, remplaçant ainsi l’ancien uniforme du lycée de Mont-de-Marsan, noir avec des boutons dorés. Le député des Landes Étienne Dejean, ancien élève du lycée, l'évoque dans son discours de distribution des prix du 31 juillet 1895 en ces termes « Je n'ai plus la tunique noire aux boutons d'or – ces boutons d'or ».

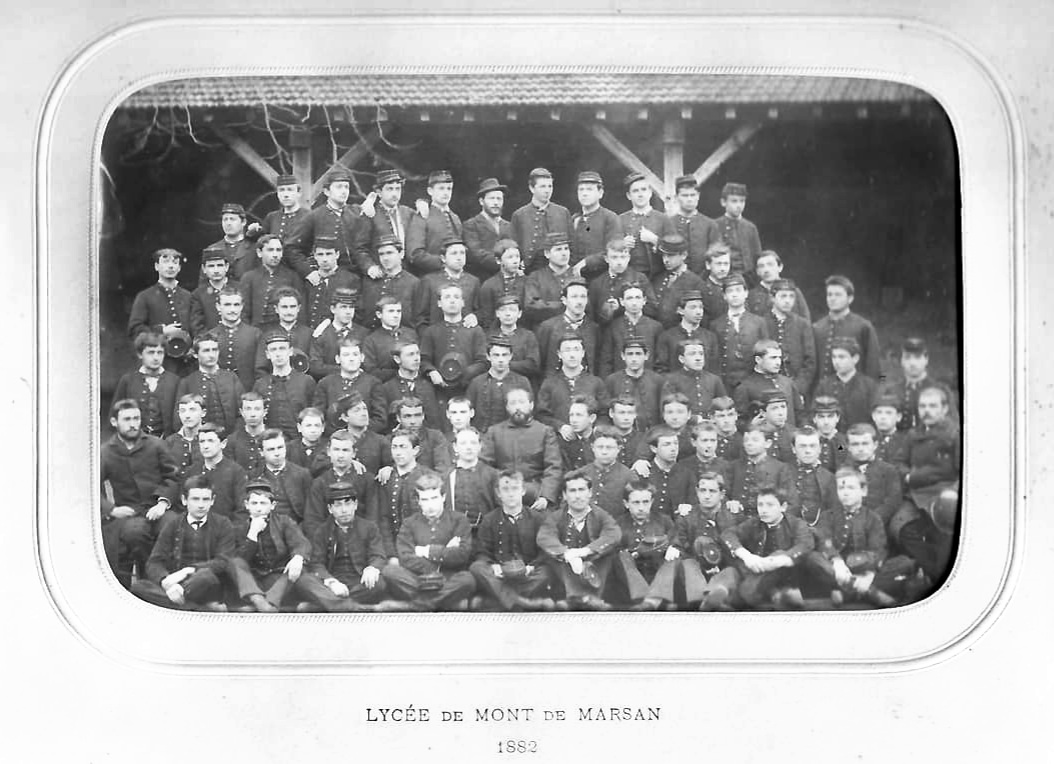
Photo de classe de 1882 sur laquelle les élèves portent l'uniforme noir du lycée rehaussé des boutons dorés.
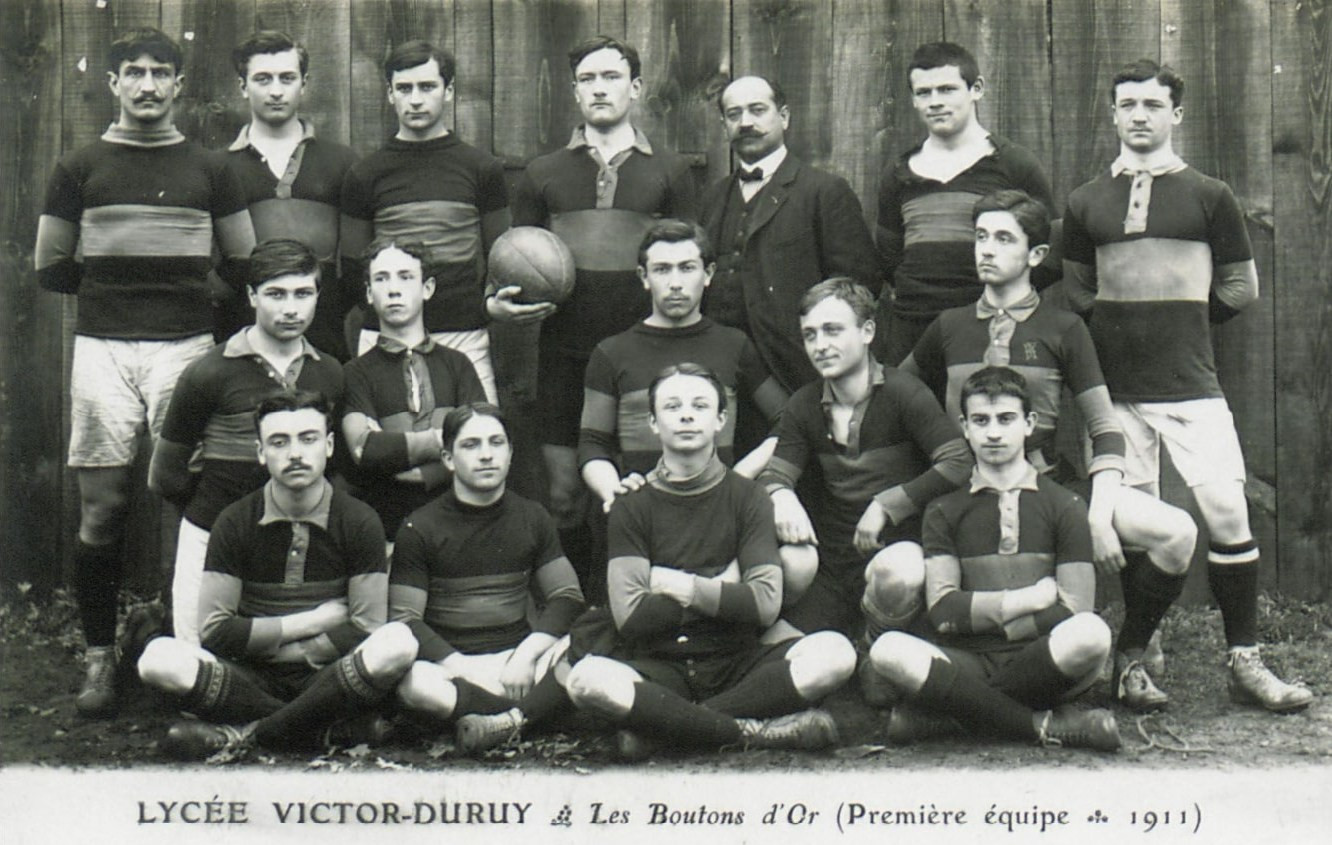
Équipe des Boutons d'Or en 1911

### Seconde Guerre Mondiale
Au début de l'Occupation de la ville le 27 juin 1940, le lycée est réquisitionné, comme d'autres établissements scolaires (école normale de Mont-de-Marsan, école de Saint-Jean-d'Août, ancien pensionnat de jeunes filles de la rue Général-Lasserre) et sert de cantonnement aux soldats allemands. Dans le cadre de la mobilisation des métaux non ferreux, le buste d'Aimé Darrasse, œuvre du sculpteur Paul Roussel exposée à l'entrée du lycée, est déposé en 1942 pour être fondu. Les derniers soldats allemands quittent le lycée au moment de la libération de Mont-de-Marsan, le 21 août 1944.
Dès la libération de Mont-de-Marsan, les personnes suspectées de collaboration, que ce soit avec les Allemands ou avec les autorités de Vichy, sont arrêtées par des groupes de résistants et internées, d'abord à la maison d'arrêt de Mont-de-Marsan, puis au lycée Victor-Duruy et enfin dans un camp aménagé le long de la route de Bayonne (actuelle cité Benoît).

### Situation contemporaine
Aujourd'hui le lycée est polyvalent. Il regroupe 950 élèves. On compte 12 classes de seconde. La filière générale propose 12 spécialités. La filière STMG compte 70 élèves. A la rentrée 2019, la filière STI2D a été ouverte. Un BTS est proposé, Négociation et Digitalisation de la Relation Client (NDRC). Le secteur de recrutement étendu et la variété des options proposées conduit 25 % des élèves à y être internes. Le collège contiguë et homonyme compte plus de 550 élèves.

## Classement du Lycée
En 2019, le lycée se classe 4e sur 10 au niveau départemental quant à la qualité d'enseignement, et 1052e au niveau national. Le classement s'établit sur trois critères : le taux de réussite au bac, la proportion d'élèves de première qui obtient le baccalauréat en ayant fait les deux dernières années de leur scolarité dans l'établissement, et la valeur ajoutée (calculée à partir de l'origine sociale des élèves, de leur âge et de leurs résultats au diplôme national du brevet).

## Les anciens

### Élèves
- Ferdinand Bernède, folkloriste et photographe
- François Bordes, archiviste et historien
- Michel Brethes, écrivain
- André Cauderon, ingénieur agronome
- Jean Cavaillès, philosophe et résistant
- Jean-Marie Commenay, (18 juin 1924 à Saint-Sever - 30 septembre 1998 à Pessac), avocat, député des Landes de 1958 à 1978, maire de Saint-Sever de 1965 à 1989
- René Crabos, joueur de rugby
- Étienne Dejean, député des Landes
- Charles Despiau, sculpteur
- Henri Farbos, industriel et aviateur français
- Léon Gischia (1858-1936), ingénieur et dirigeant sportif
- Albert Larroquette, enseignant, géographe et historien
- Jean-Baptiste Lasserre, général français
- Jean Loustau (10 février 1893 à Lesperon - 29 août 1914 à Charleroi), joueur de rugby dans l'équipe des « Boutons d'Or » puis du Stade Montois.
- Michèle Ménard, historienne
- Alain Juppé, membre du conseil constitutionnel, ancien maire de Bordeaux, Premier ministre et ministre d'État, ministre des Affaires étrangères et européennes
- Michel Ohl, écrivain français
- Jean Henri Tayan, artiste peintre
- Serge Terral, biologiste
- Jean Van de Velde, golfeur
- Robert Wlérick, sculpteur

### Professeurs
- Pierre Foncin, géographe
- Gaston Albert Gohierre de Longchamps, mathématicien
- Claude Lévi-Strauss, anthropologue, ethnologue et philosophe
- Louis Liard, philosophe
- Bruno Lom, sportif
- Louis Anselme Longa, peintre académique et orientaliste
- Henri Queffélec, écrivain
- Augusto Vera, philosophe

## Citation
Claude Lévi-Strauss (1908-2009), anthropologue, ethnologue et philosophe français, acteur majeur de la fondation du structuralisme, a enseigné pendant un an la philosophie au lycée Victor Duruy de Mont-de-Marsan : 
« Après avoir passé au lycée de Mont-de-Marsan une année heureuse à élaborer mon cours en même temps que j'enseignais, je découvris avec horreur dès la rentrée suivante, à Laon où j'avais été nommé, que tout le reste de ma vie consisterait à le répéter ».